# 闹海营站
闹海营站是一个京通线上的铁路车站，位于河北省承德市隆化县隆化镇闹海营村，建于1987年，目前为五等站，邮政编码为068150。目前客运：办理旅客乘降；不办理行李、包裹托运；不办理货运营业。